# Plazy
Plazy település Csehországban, a Mladá Boleslav-i járásban. Plazy Mladá Boleslav, Řepov, Židněves, Dolní Stakory és Kosmonosy településekkel határos. Lakosainak száma 509 fő (2024. január 1.).

## Népesség
A település lakosságának változását az alábbi diagram mutatja:
| Lakosok száma | 268  | 294  | 396  | 319  | 287  | 503  | 497  | 482  | 480  | 509  |
|               | 1869 | 1900 | 1921 | 1961 | 1980 | 2011 | 2016 | 2019 | 2021 | 2024 |